# Хитці (Краснолуцька сільська громада)
Хитці́ — село в Україні, в Миргородському районі Полтавської області. Входить до складу Краснолуцької сільської громади. Населення становить 716 осіб.

## Географія
Село Хитці розташоване на правому березі річки Грунь, яка через 2 км впадає в річку Псел, вище за течією на відстані 1 км розташоване село Красна Лука, нижче за течією на відстані 1 км розташоване місто Гадяч. Річку у цьому місці звивиста, утворює лимани, стариці та заболочені озера. Поруч пролягає автомобільний шлях Т 1904.

## Населення

### Мова
Розподіл населення за рідною мовою за даними перепису 2001 року:
| Мова            | Кількість | Відсоток |
| --------------- | --------- | -------- |
| українська      | 690       | 96.37%   |
| російська       | 20        | 2.79%    |
| вірменська      | 2         | 0.28%    |
| румунська       | 2         | 0.28%    |
| білоруська      | 1         | 0.14%    |
| інші/не вказали | 1         | 0.14%    |
| Усього          | 716       | 100%     |

## Історія
- 1632 — дата заснування.
- Село постраждало внаслідок геноциду українського народу, проведеного окупаційним урядом СССР 1923–1933 та 1946–1947 роках.
- 23 травня 2015 року архієпископ Полтавський і Кременчуцький Федір звершив чин освячення новозбудованого храму в Хитцях. Релігійна громада була створена давно, однак храму не було, люди ходили на богослужіння в сусідні села. Попередня дерев'яна церква комуністичною владою була зруйнована на початку 1980-х років[4].

## Відомі люди
В селі народились. 
- Худяк Раїса Аврамівна — український історик.
- Ірма Крат[5] – громадський діяч.